# Sperrwerk am Wolfsgraben

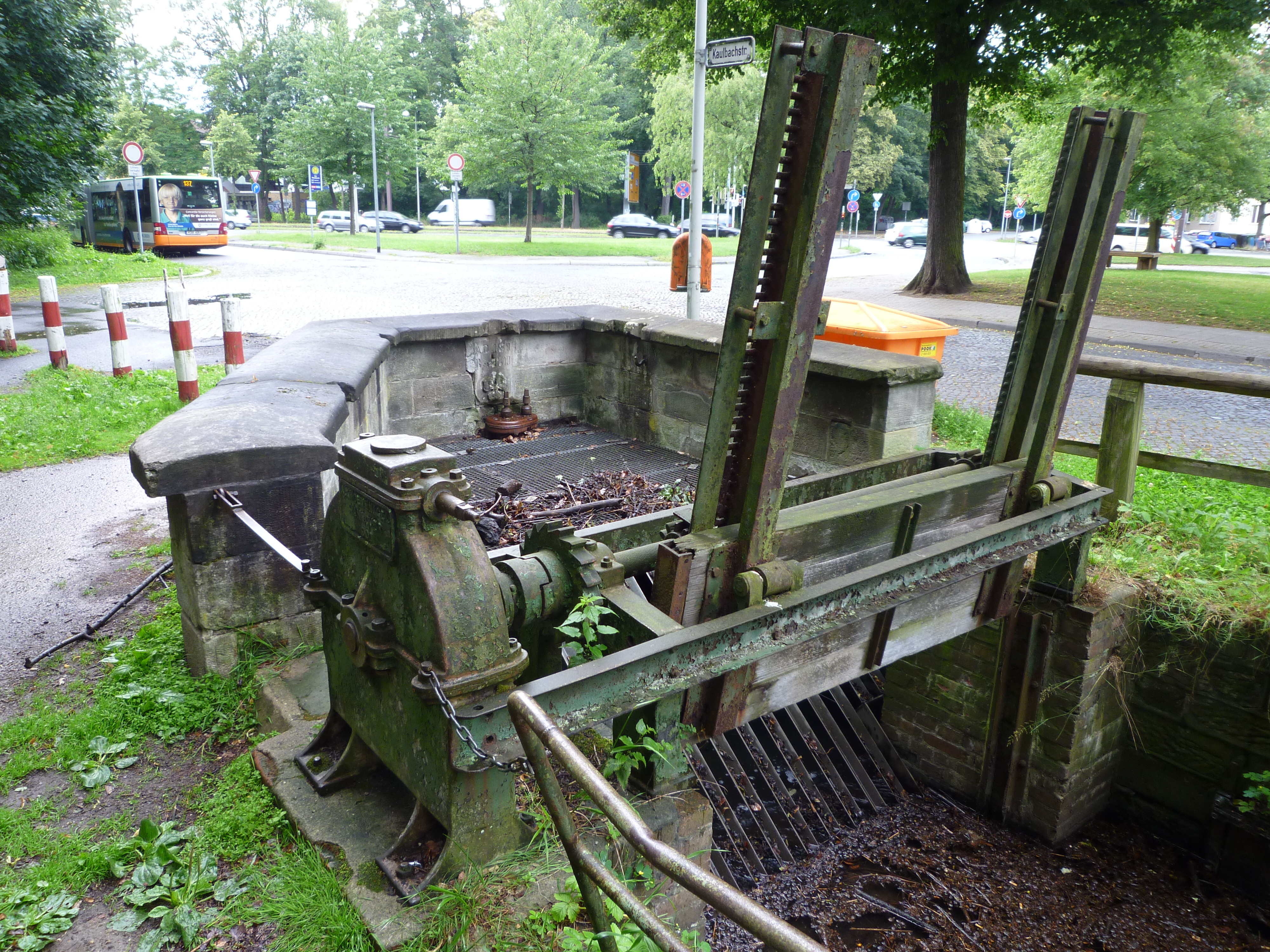
Ansicht des Sperrwerks am heutigen Ende des Wolfsgraben

Das Sperrwerk am Wolfsgraben in Hannover ist eine Sperrwerk-Konstruktion des ehemaligen Maschinenbauers Knoevenagel.

## Lage und Baubeschreibung

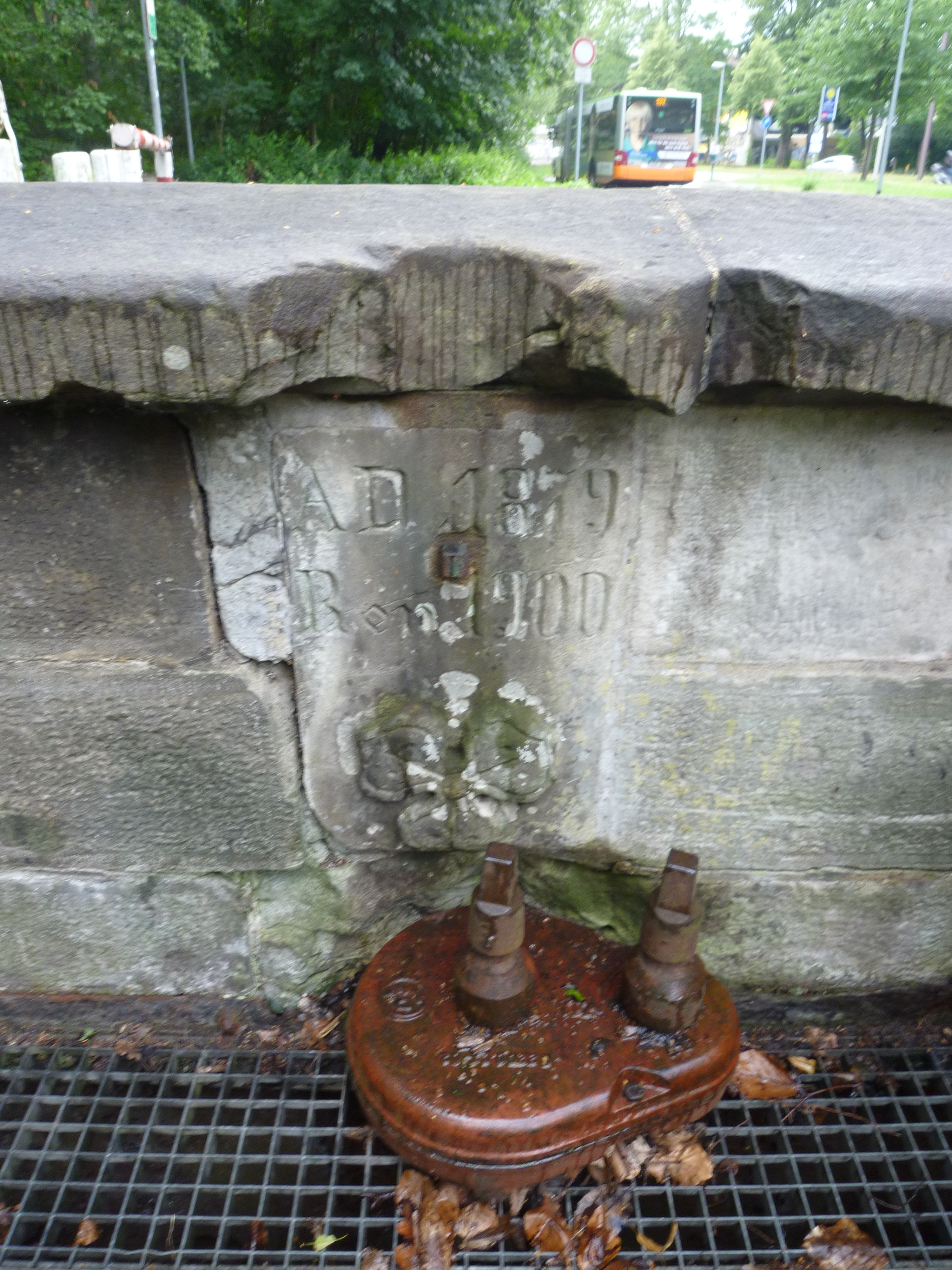
Gravur „A D 1879 / Ren(oviert) 1900“, darunter das Kleeblatt-Relief

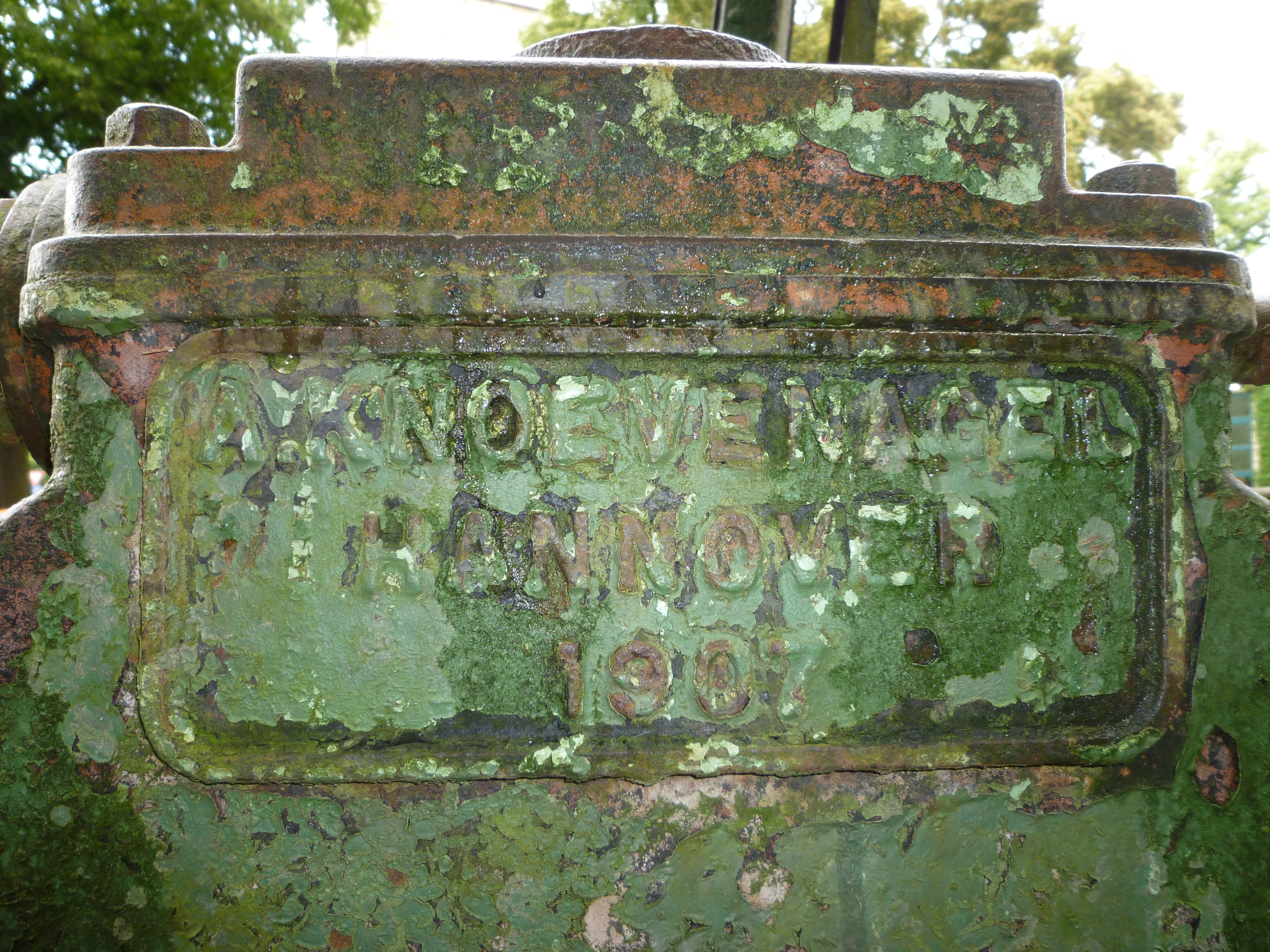
Inschrift unter absplitternder grüner Farbschicht: „A. Knoevenagel, Hannover, 1907“

Das Sperrwerk findet sich im Stadtteil Kleefeld gegenüber dem Pferdeturm am Anfang der Kaulbachstraße, am Eingang zur Eilenriede. Es trägt die Beschriftung „A. Knoevenagel / Hannover / 1907“ und datiert somit noch in das letzte Lebensjahr des Firmengründers Albert Knoevenagel.
Unmittelbar dahinter befindet sich die 1879 gebaute und im Jahr 1900 renovierte Unterführung des Wolfsgrabens. In der Mitte der Unterführung ist an der oberen Ummauerung ein Stein eingefügt mit einem (erhabenen) Relief: Das Kleeblatt ist eines der alten Wahrzeichen der Stadt Hannover und deutet hier auf den Bauherrn hin. Darüber ist als Baujahr(e) „A D 1879 / Ren(oviert) 1900“ in den Stein graviert.
Vor dem Sperrwerk findet sich seitlich in der Umfassungsmauer eine regulierbare, kleinere Absperrung eines Zuflusses. Auf der Metallplatte sind in einem senkrechten Oval die drei Buchstaben „GEK“ zu lesen.
Der Wolfsgraben war Teil des bis in das späte Mittelalter schiffbaren Grabensystems durch die Eilenriede: Über den Schiffgraben bis zum Aegidientorplatz wurde mittels Lastkähnen getrockneter Torf aus der Umgebung nach Hannover transportiert und dort als Brennmaterial verkauft.

## Ansicht vor 1900

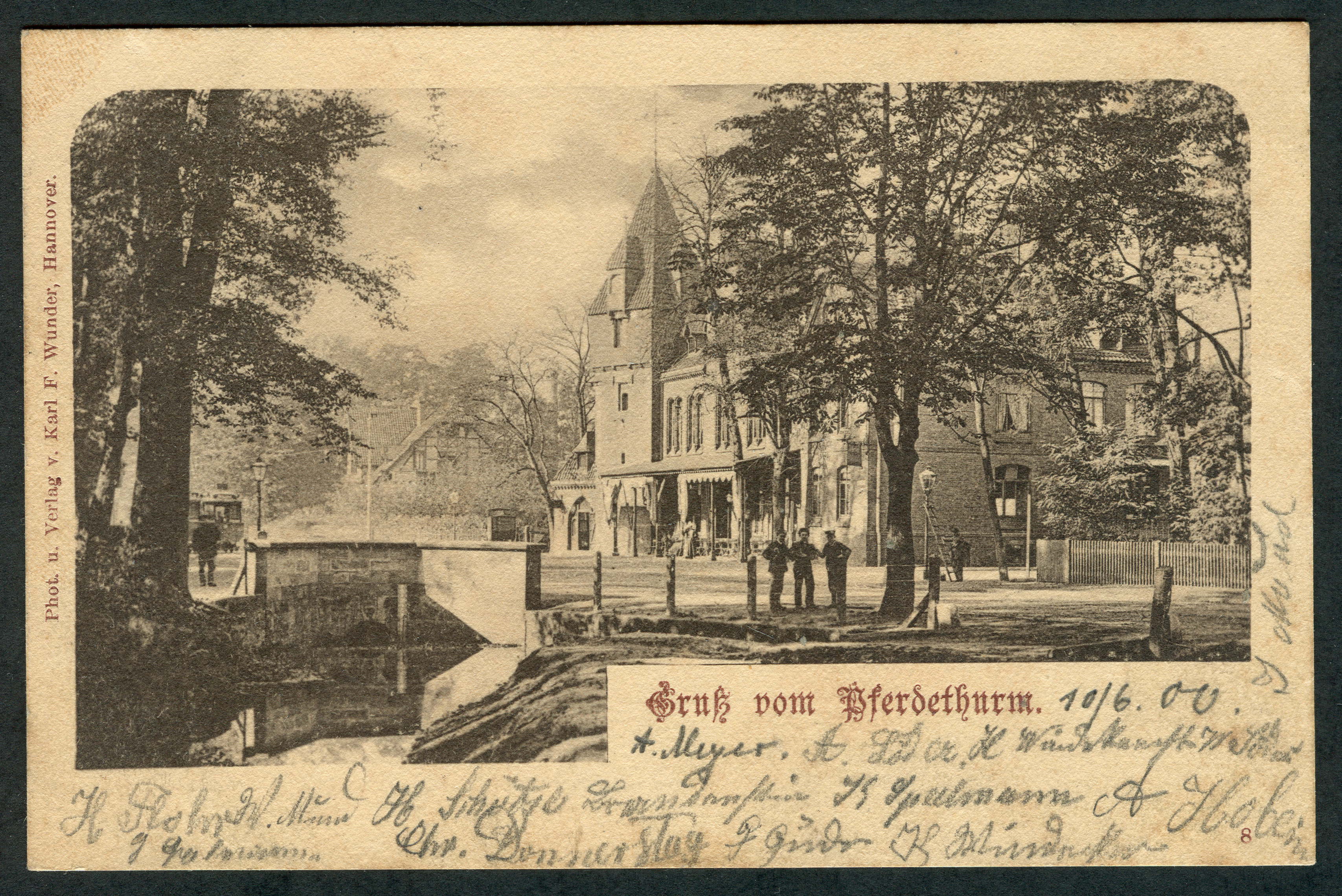
Um 1898: Wolfsgraben und Unterführung vor der Renovierung

Eine Ansichtskarte von Karl F. Wunder zeigt den Ort vor der Renovierung der Grabenunterführung unter die (heutige) Straße Am Pferdeturm. Die Vergrößerung der Lichtdruckaufnahme zeigt: Auf der Postkarte ist der Stein mit dem Kleeblatt in der Mitte der Untertunnelung noch unten angebracht, direkt über dem Wasser. Heute, nach der Renovierung von 1900, ist der gleiche Stein hingegen an der oberen Ummauerung eingefügt.